# Praga E-51
Die Praga E-51 war ein zweimotoriges Militärflugzeug der tschechoslowakischen Firma ČKD-Praga, das als Aufklärer und leichter Bomber eingesetzt werden sollte.

## Überblick
Der Konstrukteur des Flugzeugs war Jaroslav Šlechta. Der Entwurf folgte einer Ausschreibung des Ministeriums für Nationale Verteidigung aus dem Jahre 1936, welches die veralteten Typen Letov Š-328 und Aero A.100 ablösen wollte. Neben der Praga E-51 wurden die Muster Letov Š-50 und Aero A.304 entwickelt, wobei letzteres schließlich den Zuschlag zur Serienfertigung erhielt.
Der offizielle Erstflug der Praga E-51 wurde am 26. Mai 1938 durchgeführt. Eine Reihe von Mängeln, insbesondere mit dem Schießstand im Heck des Flugzeugrumpfs und mit den Tragflächen, führten dazu, dass sich der Beginn der Serienproduktion verzögerte. Die Entwicklung des Flugzeugs endete mit der Besetzung der Tschechoslowakei durch das Deutsche Reich im März 1939.
Anfang 1940 wurde die Praga E-51 von deutschen Ingenieuren entdeckt, woraufhin der Prototyp im Juli 1940 zur Erprobungsstelle Rechlin verbracht wurde. Nach einer ausführlichen Erprobung erhielt die Firma Leichtflugzeugbau Klemm in Böblingen am 6. März 1941 die E-51 als Studienobjekt. Dort verliert sich am 12. Juni 1941 mit der Überführung nach Darmstadt ihre Spur; eine Abwrackung und Verschrottung ist wahrscheinlich.

## Technische Daten
| Kenngröße             | Daten                                                                       |
| --------------------- | --------------------------------------------------------------------------- |
| Besatzung             | 3                                                                           |
| Länge                 | 11,69 m                                                                     |
| Spannweite            | 15,60 m                                                                     |
| Höhe                  | 4,26 m                                                                      |
| Flügelfläche          | 35,44 m²                                                                    |
| Flügelstreckung       | 6,9                                                                         |
| Leermasse             | 3102 kg                                                                     |
| max. Startmasse       | 4120 kg                                                                     |
| Reisegeschwindigkeit  | 330 km/h                                                                    |
| Höchstgeschwindigkeit | 380 km/h                                                                    |
| Steigzeit auf 3000 m  | 9 min                                                                       |
| Dienstgipfelhöhe      | 7000 m                                                                      |
| Reichweite            | 1250 km                                                                     |
| Triebwerke            | 2 × 12-Zylinder-V-Motor Walter Sagitta I-MR mit je 404 kW (550 PS)          |
| Bewaffnung            | 1 bewegliches 7,92-mm-MG ČZ vz. 30 1 starres 7,92-mm-MG vz.30 500 kg Bomben |